# التألق (فلم رسوم متحركة)
التألق (The Shinding) هو فيلم رسوم متحركة أمريكي قصير لـميكي ماوس تم إصداره لأول مرة في 11 يوليو/تموز 1930، كجزء من سلسلة أفلام ميكي ماوس   كان هذا الفيلم العشرون لميكي ماوس الذي يتم إنتاجه، والخامس لعام 1930. 
يضم طاقم الشخصيات ميكي ماوس، وميني ماوس، وكوكبة ، وأبو طويلة ، وباتريشا بيج .

## حبكة
ميكي وميني يجلسان في الأريكة الخلفية من سيارة ليموزين مليئة بالحيوانات، ويغنيان أغنية أثناء توجههما إلى حفل الرقص الكبير في الحظيرة. يلتقط أبو طويلة صديقته كوكبة على دراجته النارية المتهالكة، وتركب هي في عربة يدوية تستخدم كعربة جانبية.
في أثناء الرقص، يعزف ميكي وميني أغنية " الديك الرومي في القش " على البيانو والكمان أمام حشد من الحيوانات المستمتعة في المزرعة. يصفق الجمهور، ويلعب الفئران أغنية " Pop Goes the Weasel ". يستخدم ميكي بشكل خيالي دلوًا وحوض غسيل وحتى ملابس ميني الداخلية لتشغيل الأغنية، لكنها لا تقدر إبداعه وتصفع يده بعيدًا. ثم يعزف أغنية على الهارمونيكا، ويؤدي رقصات النقر . تستمر ميني في عزف الأغنية على البيانو، وتقوم كوكبة بأداء رقصة منفردة مليئة بالحيوية. ميكي يرقص مع كوكبة، وباتريشيا بيج. في النهاية تقفز باتريشيا وتهبط على ميكي، وتسحقه عن طريق الخطأ.

## إنتاج
في وقت مبكر من الفيلم القصير، نرى كوكبة وهي تقرأ الرواية الرومانسية المثيرة التي صدرت عام 1907 بعنوان  الأسابيع الثلاثة . عندما يسحب أبو طويلة ذيلها للإشارة إلى أنه جاء لزيارتها، تخفيه تحت سريرها المصنوع من القش، وترتدي ثوبًا لتغطية ضروعها. كان فيلم الأسابيع الثلاثة مثيرًا للجدل لدرجة أن فيلم التألق  قد تم حظره في ولاية أوهايو. 
هذه هي المرة الأولى التي نرى فيها كوكبة ترتدي الزي الذي سيصبح الزي المميز لها. يظهر أبو طويلة، الذي تم تجسيده بالكامل الآن، لأول مرة في ملابسه المميزة المكونة؛ لم يعد يُركَب مثل كل حصان، وبدلاً من ذلك يقود دراجة نارية ليأخذ كوكبة إلى الحفلة الراقصة. 

## ممثلون صوتيون
- ميكي ماوس: والت ديزني
- ميني ماوس: مارسيليت جارنر
- كوكبة: مارسيليت جارنر
- أبو طويلة: والت ديزني

## استقبال
مجلة فارايتي (7 يناير 1931): "كوميديا كرتونية متوسطة لا تكشف عن أي سمات غير عادية. إنها حظيرة تضم جميع الحيوانات في الفناء. تصرفات عادية من أجل الابتسامات وليس الضحك. دائمًا ما تكون مناسبة للأطفال." 

## روابط خارجية
- التألق  في قاعدة بيانات الأفلام على الإنترنت (بالإنجليزية)
- The Shindig على يوتيوب